# Phyllodon truncatus
Phyllodon truncatus är en bladmossart som beskrevs av William Russell Buck 1987. Phyllodon truncatus ingår i släktet Phyllodon och familjen Hypnaceae. Inga underarter finns listade i Catalogue of Life.